# José Padilha
José Bastos Padilha Neto (Rio de Janeiro, 1º agosto 1967) è un regista, sceneggiatore, produttore cinematografico e produttore televisivo brasiliano.

## Biografia
Laureato in economia aziendale presso la Pontifícia Università Cattolica di Rio de Janeiro, ha successivamente studiato economia politica, letteratura inglese e politica internazionale all'Università di Oxford, in Inghilterra. Nel 1997, assieme al fotografo e regista Marcos Prado, ha fondato la società di produzione Zazen Productions. Successivamente è anche diventato documentarista, scrivendo e producendo il documentario Os Carvoeiros e successivamente si è messo in luce con il pluripremiato film-inchiesta Ônibus 174, da lui diretto, prodotto e sceneggiato, in cui è stato ricostruito il dirottamento di un autobus conclusosi in tragedia a Rio de Janeiro.
Nel 2007 ha diretto il suo primo lungometraggio per il cinema, Tropa de Elite - Gli squadroni della morte. Il film è stato un successo commerciale e di critica, visto da oltre 11 milioni di spettatori in Brasile. Tropa de Elite - Gli squadroni della morte ha vinto l'Orso d'oro al Festival di Berlino del 2008, portando Padilha alla ribalta internazionale. Nel 2010 Padilha ha diretto un sequel intitolato Tropa de Elite 2 - Il nemico è un altro, altro grande successo, tanto da essere selezionato per rappresentare il Brasile ai premi Oscar 2012 nella categoria miglior film straniero, ma non è entrato nella shortlist finale.
Sempre nel 2010 ha diretto il documentario Segredos da Tribo, presentato in anteprima al Sundance Film Festival 2010, mirante a far luce sulle affermazioni di Patrick Tierney, incluse nel libro Darkness in El Dorado (2000), un "j'accuse" ad alcuni antropologi che con la scusa di studiare le popolazioni Yanomamö tra il 1960 e 1970  avrebbero effettuato inadeguate interazioni verso la tribù, macchiandosi anche di violazioni sessuali e mediche. In seguito Padilha ha diretto il remake di RoboCop (1987), suo primo film in lingua inglese, uscito nelle sale cinematografiche nel 2014.

## Filmografia

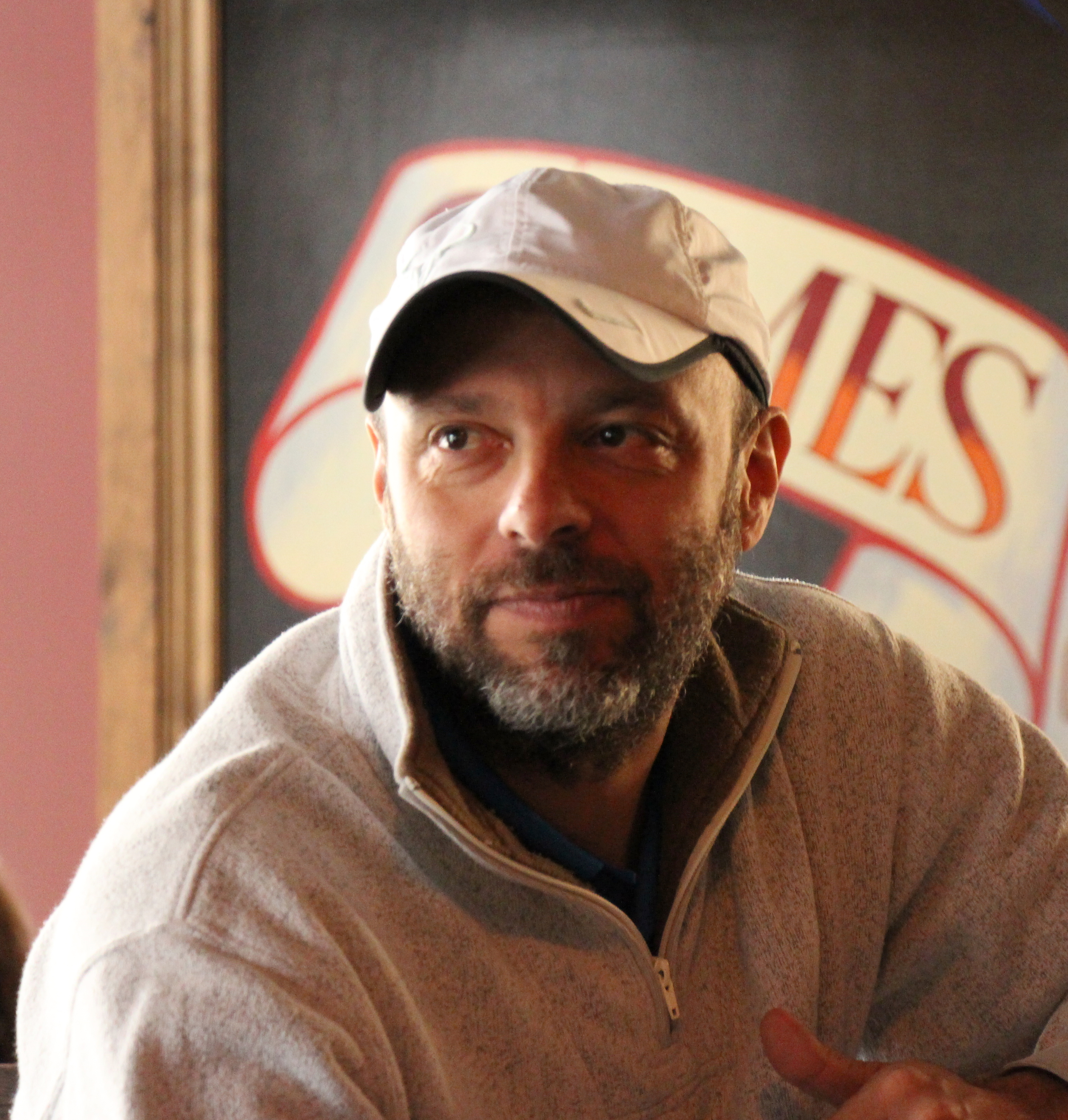
José Padilha.

### Regista

#### Cinema
- Ônibus 174 - documentario (2002)
- Brazil's Vanishing Cowboys  - documentario (2003)
- Tropa de Elite - Gli squadroni della morte (Tropa de Elite) (2007)
- Garapa - documentario (2009)
- Segredos da Tribo - documentario (2010)
- Tropa de Elite 2 - Il nemico è un altro (Tropa de Elite 2: O Inimigo Agora é Outro) (2010)
- RoboCop (2014)
- Inútil Paisagem, episodio tagliato di Rio, eu te amo (2014)
- Narcos – serie TV (2015)
- 7 giorni a Entebbe (Entebbe) (2018)

### Sceneggiatore
- Os Carvoeiros  - documentario (2000)
- Ônibus 174  - documentario (2002)
- Tropa de Elite - Gli squadroni della morte (Tropa de Elite) (2007)
- Tropa de Elite 2 - Il nemico è un altro (Tropa de Elite 2: O Inimigo Agora é Outro) (2010)
- O Mecanismo - serie TV (2018)

### Produttore
- Os Carvoeiros - documentario (2000)
- Ônibus 174 - documentario (2002)
- Brazil's Vanishing Cowboys - documentario (2003)
- Estamira - documentario (2004)
- Tropa de Elite - Gli squadroni della morte (Tropa de Elite) (2007)
- Garapa - documentario (2009)
- Tropa de Elite 2 - Il nemico è un altro (Tropa de Elite 2: O Inimigo Agora é Outro) (2010)
- Paraísos Artificiais (2012)
- Narcos – serie TV (2015)
- O Mecanismo - serie TV (2018)